# Gmina Säter
Gmina Säter (szw. Säters kommun) – gmina w Szwecji, w regionie Dalarna, siedzibą jej władz jest Säter.
Pod względem zaludnienia Säter jest 196. gminą w Szwecji. Zamieszkuje ją 10 980 osób, z czego 49,22% to kobiety (5404) i 50,78% to mężczyźni (5576). W gminie zameldowanych jest 172 cudzoziemców. Na każdy kilometr kwadratowy przypada 19,13 mieszkańca. Pod względem wielkości gmina zajmuje 162. miejsce.